# Copa de la Liga Profesional 2023 (reserva)
La Copa de la Reserva de la Liga Profesional 2023, oficialmente Copa Proyección «Sur Finanzas» 2023 por motivos de patrocinio, o simplemente Copa 2023 de la Reserva de la LPF, fue la tercera edición de esta competición organizada por la Liga Profesional de Fútbol, órgano interno de la Asociación del Fútbol Argentino. Comenzó el 15 de agosto y finalizó el 5 de diciembre.
La disputaron los veintiocho equipos habilitados para el Torneo de Reservas de Primera División 2023. El campeón fue el Club Atlético Independiente, que logró su primer título en la copa y obtuvo la clasificación al Trofeo de Campeones 2023.

## Equipos participantes
| Equipo             | Ciudad                | Estadio                                         | Capacidad |
| ------------------ | --------------------- | ----------------------------------------------- | --------- |
| Argentinos Juniors | Buenos Aires          | Diego Armando Maradona                          | 26 000    |
| Arsenal            | Sarandí               | Julio Humberto Grondona                         | 16 300    |
| Atlético Tucumán   | San Miguel de Tucumán | Monumental José Fierro                          | 35 200    |
| Banfield           | Banfield              | Florencio Sola                                  | 34 900    |
| Barracas Central   | Buenos Aires          | Tomás Adolfo Ducó                               | 48 314    |
| Belgrano           | Córdoba               | Julio César Villagra                            | 33 000    |
| Boca Juniors       | Buenos Aires          | Alberto J. Armando                              | 54 000    |
| Central Córdoba    | Santiago del Estero   | Único Madre de Ciudades                         | 30 000    |
| Colón              | Santa Fe              | Brigadier General Estanislao López              | 40 000    |
| Defensa y Justicia | Gobernador Costa      | Norberto Tomaghello                             | 20 000    |
| Estudiantes        | La Plata              | Jorge Luis Hirschi                              | 32 530    |
| Gimnasia y Esgrima | La Plata              | Juan Carmelo Zerillo                            | 21 500    |
| Godoy Cruz         | Godoy Cruz            | Malvinas Argentinas                             | 42 500    |
| Huracán            | Buenos Aires          | Tomás Adolfo Ducó                               | 48 314    |
| Independiente      | Avellaneda            | Libertadores de América-Ricardo Enrique Bochini | 49 592    |
| Instituto          | Córdoba               | Juan Domingo Perón                              | 26 000    |
| Lanús              | Lanús Este            | Ciudad de Lanús-Néstor Díaz Pérez               | 47 027    |
| Newell's Old Boys  | Rosario               | Marcelo Bielsa                                  | 42 000    |
| Platense           | Florida               | Ciudad de Vicente López                         | 34 530    |
| Racing Club        | Avellaneda            | Presidente Perón                                | 51 000    |
| River Plate        | Buenos Aires          | Monumental                                      | 84 567    |
| Rosario Central    | Rosario               | Gigante de Arroyito                             | 41 465    |
| San Lorenzo        | Buenos Aires          | Pedro Bidegain                                  | 47 964    |
| Sarmiento          | Junín                 | Eva Perón                                       | 23 000    |
| Talleres           | Córdoba               | Mario Alberto Kempes                            | 57 000    |
| Tigre              | Victoria              | José Dellagiovanna                              | 26 282    |
| Unión              | Santa Fe              | 15 de Abril                                     | 30 000    |
| Vélez Sarsfield    | Buenos Aires          | José Amalfitani                                 | 49 540    |

### Distribución geográfica de los equipos
| Jurisdicción                             | Cant. | Equipos                                                                                                 |
| ---------------------------------------- | ----- | --- |
| Conurbano bonaerense                     | 8     | Arsenal, Banfield, Defensa y Justicia, Independiente, Lanús, Platense, Racing Club y Tigre              |
| Ciudad de Buenos Aires                   | 7     | Argentinos Juniors, Barracas Central, Boca Juniors, Huracán, River Plate, San Lorenzo y Vélez Sarsfield |
| Provincia de Santa Fe                    | 4     | Colón, Newell's Old Boys, Rosario Central y Unión                                                       |
| Provincia de Córdoba                     | 3     | Belgrano, Instituto y Talleres                                                                          |
| Ciudad de La Plata                       | 2     | Estudiantes y Gimnasia y Esgrima                                                                        |
| Interior de la provincia de Buenos Aires | 1     | Sarmiento (J)                                                                                           |
| Provincia de Mendoza                     | 1     | Godoy Cruz                                                                                              |
| Provincia de Santiago del Estero         | 1     | Central Córdoba                                                                                         |
| Provincia de Tucumán                     | 1     | Atlético Tucumán                                                                                        |

## Sistema de disputa

### Primera fase
Llamada Fase de zonas. Los equipos se dividieron en dos grupos de catorce integrantes cada uno, donde juegan una ronda por el sistema de todos contra todos, más una fecha especial de clásicos/interzonales. Los cuatro primeros de cada una clasificaron a la Fase final para determinar al campeón.

### Fase final
Se desarrolló en tres rondas de eliminación directa, a partido único. En los cuartos de final, se jugó en el estadio del equipo mejor clasificado, mientras que las semifinales y la final se disputaron en cancha neutral. En las dos primeras instancias, de haber habido empate se definió con tiros desde el punto penal, mientras que en la final se hubiera jugado un tiempo suplementario previo.

## Fase de zonas

### Zona 1
| Pos. | Equipo                      | Pts. | J  | G | E | P | GF | GC | GC |
| ---- | --------------------------- | ---- | -- | - | - | - | -- | -- | -- |
| 1.o  | Vélez Sarsfield             | 29   | 14 |   |   |   |    |    |    |
| 2.o  | Talleres (C)                | 28   | 14 |   |   |   |    |    |    |
| 3.o  | Central Córdoba             | 27   | 14 |   |   |   |    |    |    |
| 4.o  | Independiente               | 25   | 14 |   |   |   |    |    |    |
| 5.o  | Gimnasia y Esgrima La Plata | 25   | 14 |   |   |   |    |    |    |
| 6.o  | Argentinos Juniors          | 24   | 14 |   |   |   |    |    |    |
| 7.o  | Rosario Central             | 24   | 14 |   |   |   |    |    |    |
| 8.o  | Banfield                    | 18   | 14 |   |   |   |    |    |    |
| 9.o  | Tucumán                     | 16   | 14 |   |   |   |    |    |    |
| 10.o | Huracán                     | 14   | 14 |   |   |   |    |    |    |
| 11.o | River Plate                 | 12   | 14 |   |   |   |    |    |    |
| 12.o | Colón                       | 12   | 14 |   |   |   |    |    |    |
| 13.o | Arsenal                     | 11   | 14 |   |   |   |    |    |    |
| 14.o | Barracas Central            | 9    | 14 |   |   |   |    |    |    |

### Zona 2
| Pos. | Equipo                   | Pts. | J  | G | E | P | GF | GC | GC |
| ---- | ------------------------ | ---- | -- | - | - | - | -- | -- | -- |
| 1.o  | Boca Juniors             | 31   | 14 |   |   |   |    |    |    |
| 2.o  | Tigre                    | 26   | 14 |   |   |   |    |    |    |
| 3.o  | San Lorenzo de Almagro   | 23   | 14 |   |   |   |    |    |    |
| 4.o  | Belgrano                 | 23   | 14 |   |   |   |    |    |    |
| 5.o  | Lanús                    | 23   | 14 |   |   |   |    |    |    |
| 6.o  | Racing                   | 21   | 14 |   |   |   |    |    |    |
| 7.o  | Sarmiento                | 20   | 14 |   |   |   |    |    |    |
| 8.o  | Central Córdoba (SdE)    | 19   | 14 |   |   |   |    |    |    |
| 9.o  | Godoy Cruz Antonio Tomba | 19   | 14 |   |   |   |    |    |    |
| 10.o | Estudiantes de La Plata  | 17   | 14 |   |   |   |    |    |    |
| 11.o | Newell's Old Boys        | 15   | 14 |   |   |   |    |    |    |
| 12.o | Platense                 | 10   | 14 |   |   |   |    |    |    |
| 13.o | Defensa y Justicia       | 10   | 14 |   |   |   |    |    |    |
| 14.o | Unión                    | 4    | 14 |   |   |   |    |    |    |

## Fase final

### Cuadro de desarrollo
|  | Cuartos de final | Cuartos de final       | Cuartos de final       |                        |               | Semifinales   | Semifinales | Semifinales |  |       | Final | Final | Final |  |
|  |                  |                        |                        |                        |               |               |             |             |  |       |       |       |       |  |
|  |                  |                        |                        |                        |               |               |             |             |  |       |       |       |       |  |
|  | 1o               | Vélez Sarsfield        | 0                      |                        |               |               |             |             |  |       |       |       |       |  |
|  | 1o               | Vélez Sarsfield        | 0                      |                        |               |               |             |             |  |       |       |       |       |  |
|  | 4o               | Belgrano               | 3                      |                        |               |               |             |             |  |       |       |       |       |  |
|  | 4o               | Belgrano               | 3                      |                        | Belgrano      | Belgrano      | 0 (3)       |             |  |       |       |       |       |  |
|  |                  |                        |                        |                        | Belgrano      | Belgrano      | 0 (3)       |             |  |       |       |       |       |  |
|  |                  |                        | Tigre                  | Tigre                  | 0 (4)         |               |             |             |  |       |       |       |       |  |
|  | 2o               | Tigre                  | Tigre                  | Tigre                  | 0 (4)         | 1 (4)         |             |             |  |       |       |       |       |  |
|  | 2o               | Tigre                  |                        |                        |               |               |             |             |  |       |       |       |       |  |
|  | 3o               | Central Córdoba        | 1 (3)                  |                        |               |               |             |             |  |       |       |       |       |  |
|  | 3o               | Central Córdoba        | 1 (3)                  |                        |               |               |             |             |  | Tigre | Tigre | 1     |       |  |
|  |                  |                        |                        |                        |               |               |             |             |  | Tigre | Tigre | 1     |       |  |
|  |                  |                        | Independiente          | Independiente          | 2             |               |             |             |  |       |       |       |       |  |
|  | 1o               | Boca Juniors           | Independiente          | Independiente          | 2             | 0             |             |             |  |       |       |       |       |  |
|  | 1o               | Boca Juniors           |                        |                        |               |               |             |             |  |       |       |       |       |  |
|  | 4o               | Independiente          | 2                      |                        |               |               |             |             |  |       |       |       |       |  |
|  | 4o               | Independiente          | 2                      |                        | Independiente | Independiente | 2           |             |  |       |       |       |       |  |
|  |                  |                        |                        |                        | Independiente | Independiente | 2           |             |  |       |       |       |       |  |
|  |                  |                        | San Lorenzo de Almagro | San Lorenzo de Almagro | 0             |               |             |             |  |       |       |       |       |  |
|  | 2o               | Talleres (C)           | San Lorenzo de Almagro | San Lorenzo de Almagro | 0             | 1             |             |             |  |       |       |       |       |  |
|  | 2o               | Talleres (C)           |                        |                        |               |               |             |             |  |       |       |       |       |  |
|  | 3o               | San Lorenzo de Almagro | 4                      |                        |               |               |             |             |  |       |       |       |       |  |
|  | 3o               | San Lorenzo de Almagro | 4                      |                        |               |               |             |             |  |       |       |       |       |  |
|  |                  |                        |                        |                        |               |               |             |             |  |       |       |       |       |  |

### Final
| 5 de diciembre, 20:00 | Tigre        | 1:2 (0:1) | Independiente              | Estadio Ciudad de Lanús-Néstor Díaz Pérez, Lanús |                              |
|                       | Viganoni 76' | Reporte   | 44' Bonfiglio · 50' Tarzia | Árbitro(s): Jonathan Barrios                     | Árbitro(s): Jonathan Barrios |

|                                   |
|                                   |
| Campeón Independiente 1.er título |